# Pietro Maino Maderno

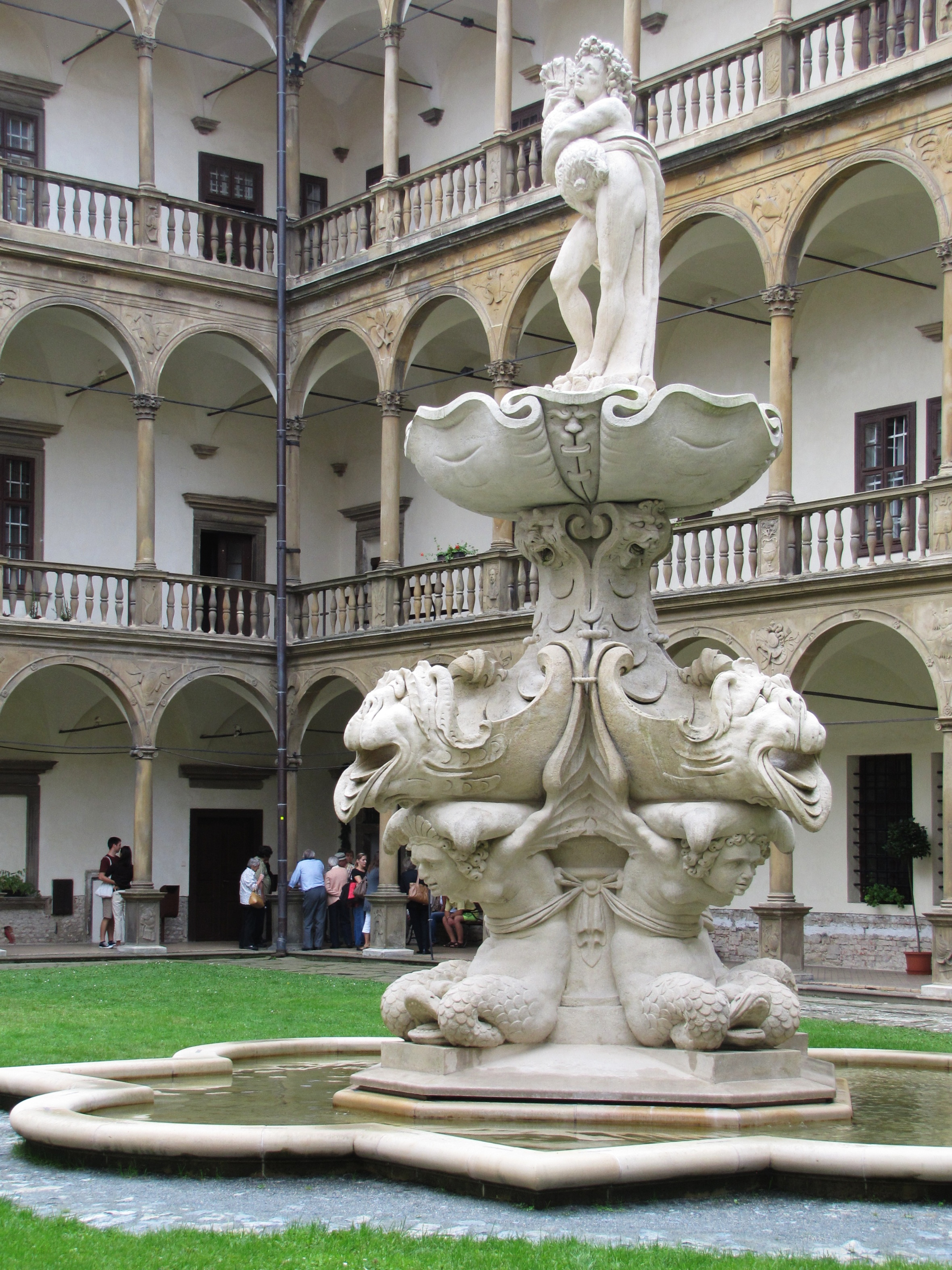
Brunnen im Schloss Bučovice

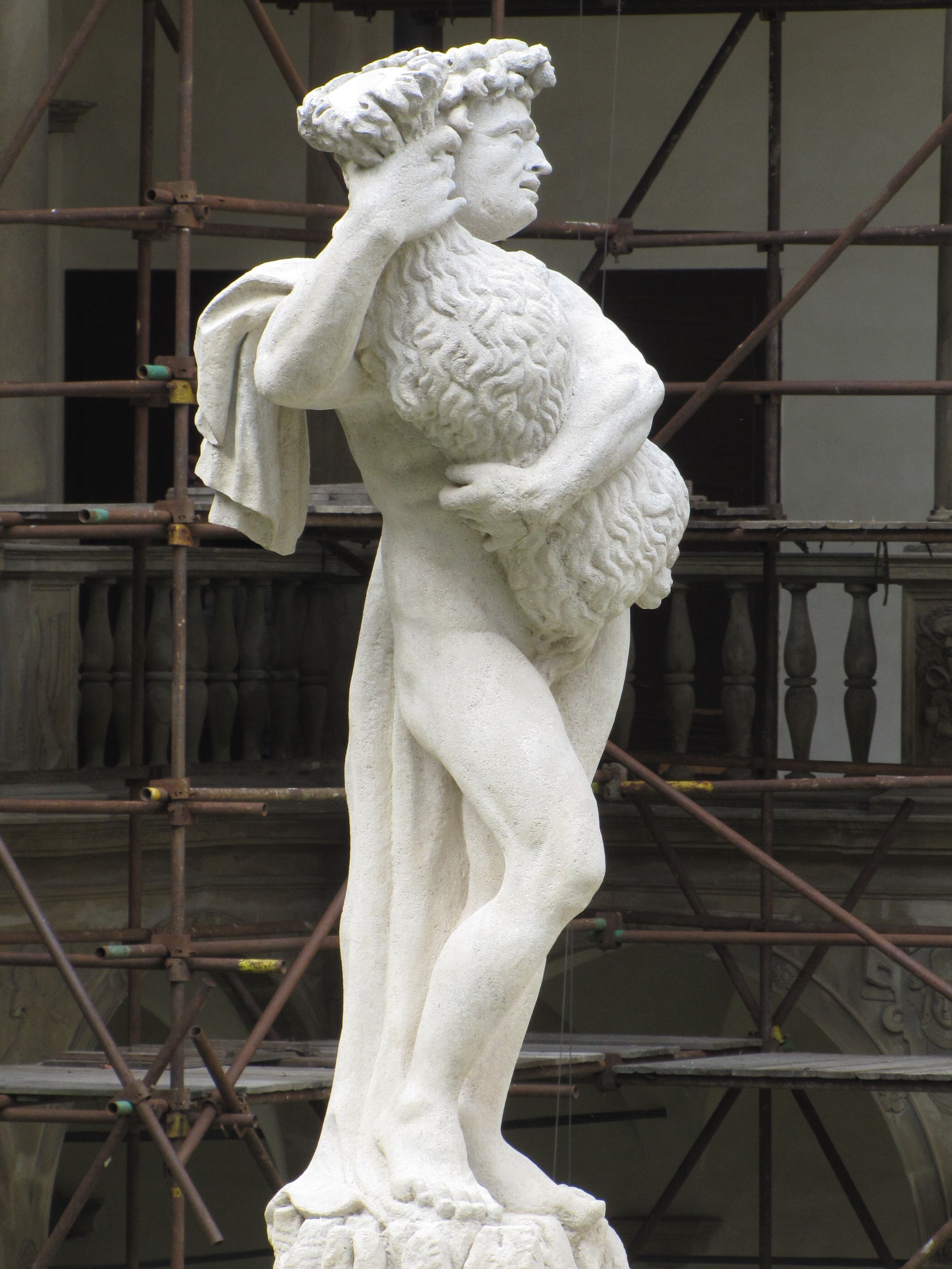
Bacchus krönt den Brunnen

Pietro Maino Maderno (auch Peter Matterny, Matern, Materna, * um 1592 in Bissone am Luganersee; † 15. März 1653 in Moosbrunn) war kaiserlicher Hofbildhauer der Renaissance, Sohn des Architekten Andrea. 1649 erhob Ferdinand III., Kaiser des Heiligen Römischen Reiches, Pietro Maino Maderno und seine Familie für seine künstlerischen Arbeiten in Österreich und Ungarn in den Adelsstand als Landgespan-Ritter.
Mitglied der Schweizer Künstlerfamilie Maderno mit Architekten (Carlo Maderno), Bildhauern (Stefano Maderno) und Steinmetzen.

## Leben
Pietro Maino Maderno wurde in Bissone geboren, von wo auch der nur ein paar Jahre jüngere römische Architekt Francesco Borromini, die sizilianischen Bildhauer Gaggini und die in Österreich berühmt gewordenen Künstlerfamilien Tencalla und Bussi stammten.
Das Steinmetzhandwerk erlernte Pietro im Kaiserlichen Steinbruch am Leithaberg, dem Zentrum schweizerisch-italienischer Baukünstler in der Nähe Wiens. Beim kaiserlichen Meister Antonius Tencalla wurde er 1605 Lehrling. Als Geselle der Kaisersteinbrucher Bruderschaft zog es ihn 1610 zur prominentesten Baustelle seiner Zeit, zum Petersdom in Rom. Carlo Maderno, ein naher Verwandter Pietros, vielleicht Vater/Onkel?, wurde 1588 von Papst Paul V. die Oberaufsicht zum Weiterbau des Domes übertragen, die Fassade war 1614 vollendet.
Nach Rudolfs II. Tod in Prag verlegte der neue Kaiser Matthias im Juni 1612 die Residenz wieder nach Wien. Nach den Wanderjahren kam Pietro zurück in den kaiserlichen Steinbruch, die Meister Andre Ruffini und Antonius Bregno arbeiteten im Amalientrakt der Wiener Hofburg, vormals Cillierhof. 1616 begann Pietro eine zusätzliche Ausbildung zum Bildhauer. Sein Lehrmeister wurde der Wiener Bildhauer Antonius Crivelli, der sich in den Steinbruch verfügt und ein kleines Gut erworben hatte.

### Gesuch, einen Steinbruch zu pachten
In einem Ansuchen vom 27. September 1616 schrieb Pietro …„wäre ich bedacht zur Beförderung meines Handwerks ein Ort im Steinbruch daselbst, welcher Euer Gnaden Gottshaus unterworfen, …aus gedachtem Steinbruch Stein daraus zu brechen.“
Er berichtete darin der Obrigkeit, dass er nunmehr fertig ausgebildet sei und über die finanziellen Mittel verfüge, die Pacht für einen Steinbruch zu zahlen und ein Haus zu kaufen. Einen Steinbruch erhielt er nicht, aber das Haus der Margaretha Weingradin konnte er käuflich erwerben.
1617 heiratete Pietro in Kaisersteinbruch Victoria Bregnin, Witwe von Stefano Bregno, Maurermeister, vor Jahren von Osteno zugewandert. Er war 25, sie 29 Jahre alt.

### Maderno verlässt den Steinbruch
Ab 1621 arbeitete Maderno unter der Leitung des Architekten Giovanni Giacomo Tencalla beim Aufbau der Loretokapelle zur St. Anna-Kirche in Nikolsburg (Stuckaturen von Giovanni Tencalla, Bildhauerarbeiten von Peter Concorz). Auftraggeber war Kardinal Franz Seraph von Dietrichstein. Steinmetzmeister Pietro Maderno nahm 1624 Johann, Sohn von Meister Mathias Lorentisch als Lehrling auf. 1627 wurde Paul Cleritz sein Lehrjunge, 1629 Giorgio Regondi und 1631 Heinrich Freywiller, der von Zürich gekommen war. Nach fünf Jahren erfolgte die Freisprechung zum Gesellen.

### Fürst Liechtensteinischer Hofbildhauer
Fürst Karl Eusebius von Liechtenstein beauftragte am 6. Dezember 1632 Baumeister Giovanni Giacomo Tencalla für die Parkanlage seines Schlosses in Eisgrub Wasserkünste zu planen. Er berief seinen Hofbildhauer Pietro Maino Maderno zur Gestaltung von Venezianerbrunnen mit 4 Ebenen für die Wasserspiele, „laut Kontrakt führte er sechs Brunnen in Hrubschitzer Stein aus, weiters Balustraden und Piedestale.“ In den Rechnungsbüchern von 1610/1611 wird „Domenico Maderno, Ihro Fürstliche Gnaden Baumeister“ erwähnt.
Laut Arbeitsvereinbarung vom 15. Januar 1635 „soll er die Postamente für die Steinskulpturen im Garten zu Eisgrub verfertigen .. aufs sauberste und zierlichste allerley Figuren und Früchte auf Bildhauerarbeit…“ Der einzige noch erhaltene Brunnen, von insgesamt 6, befindet sich heute in den ab 1890 angelegten „Neuen Parkanlagen“ vor dem Schloss von Eisgrub.
1635 kam der Kaisersteinbrucher Besitz des Antonius Crivelli an Maderno.

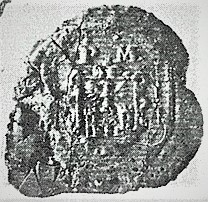
Siegel von Pietro Maino Maderno
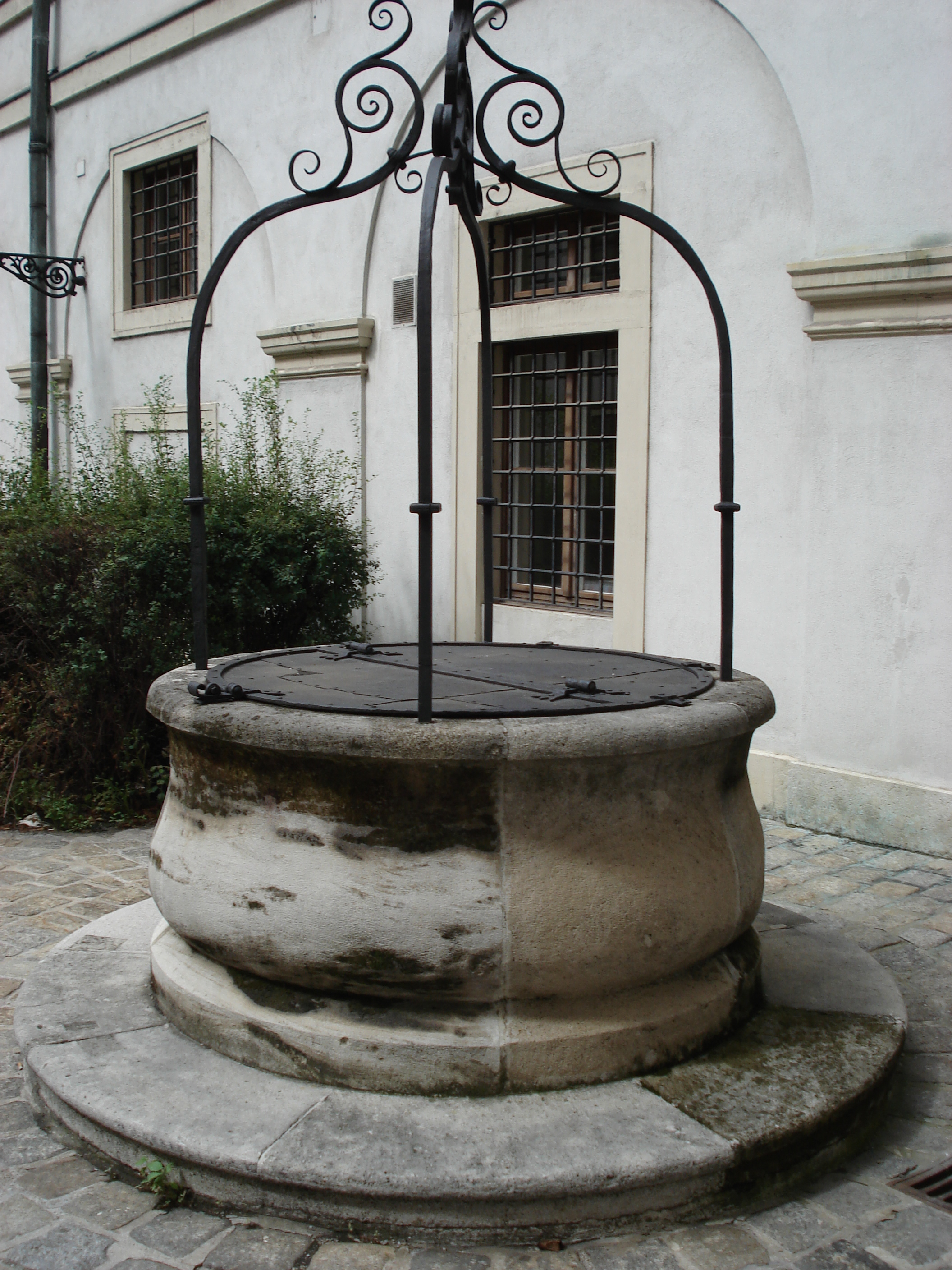
Hofburg Amalientrakt Brunnen
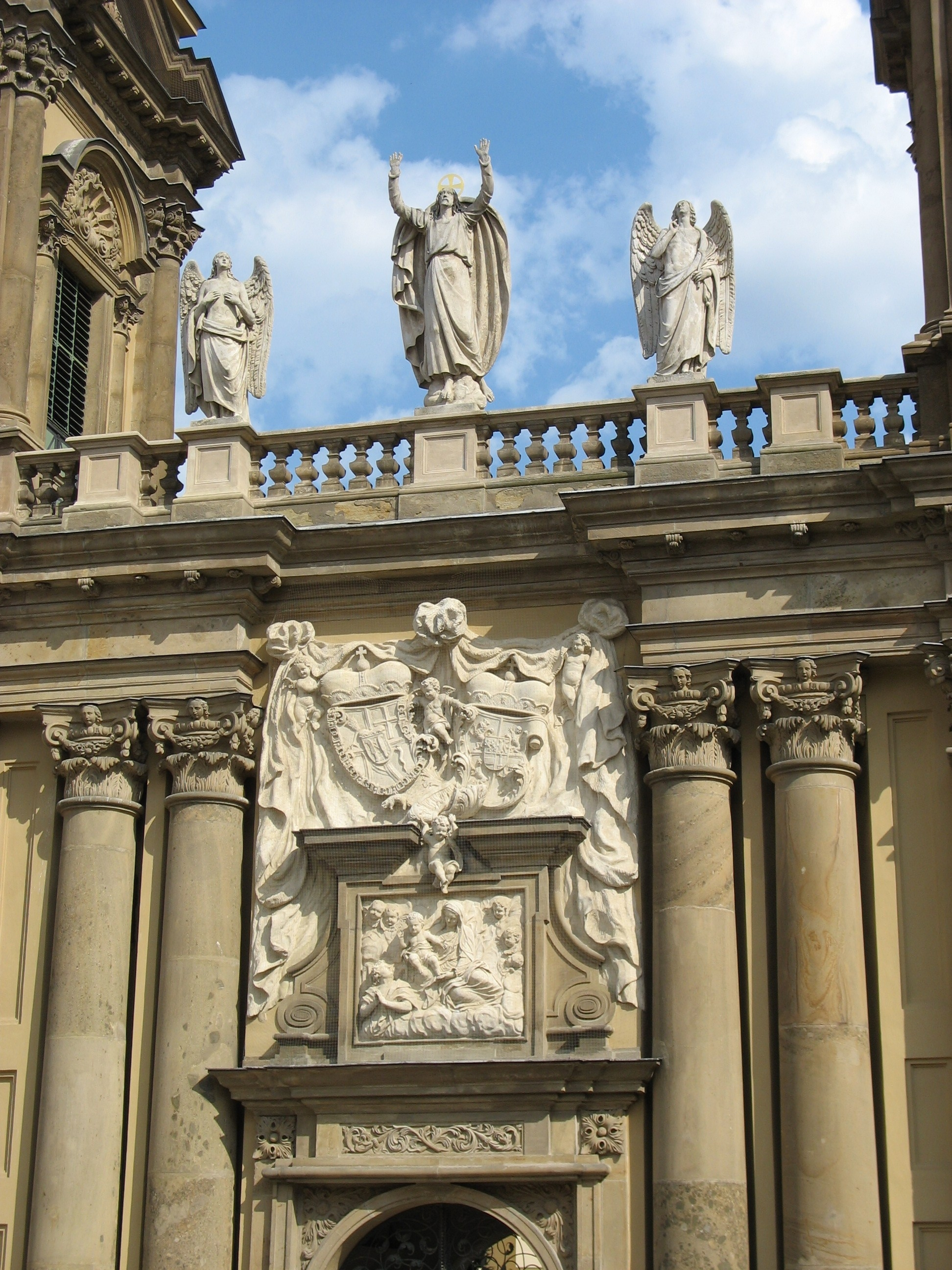
Nikolsburg Loretokapelle
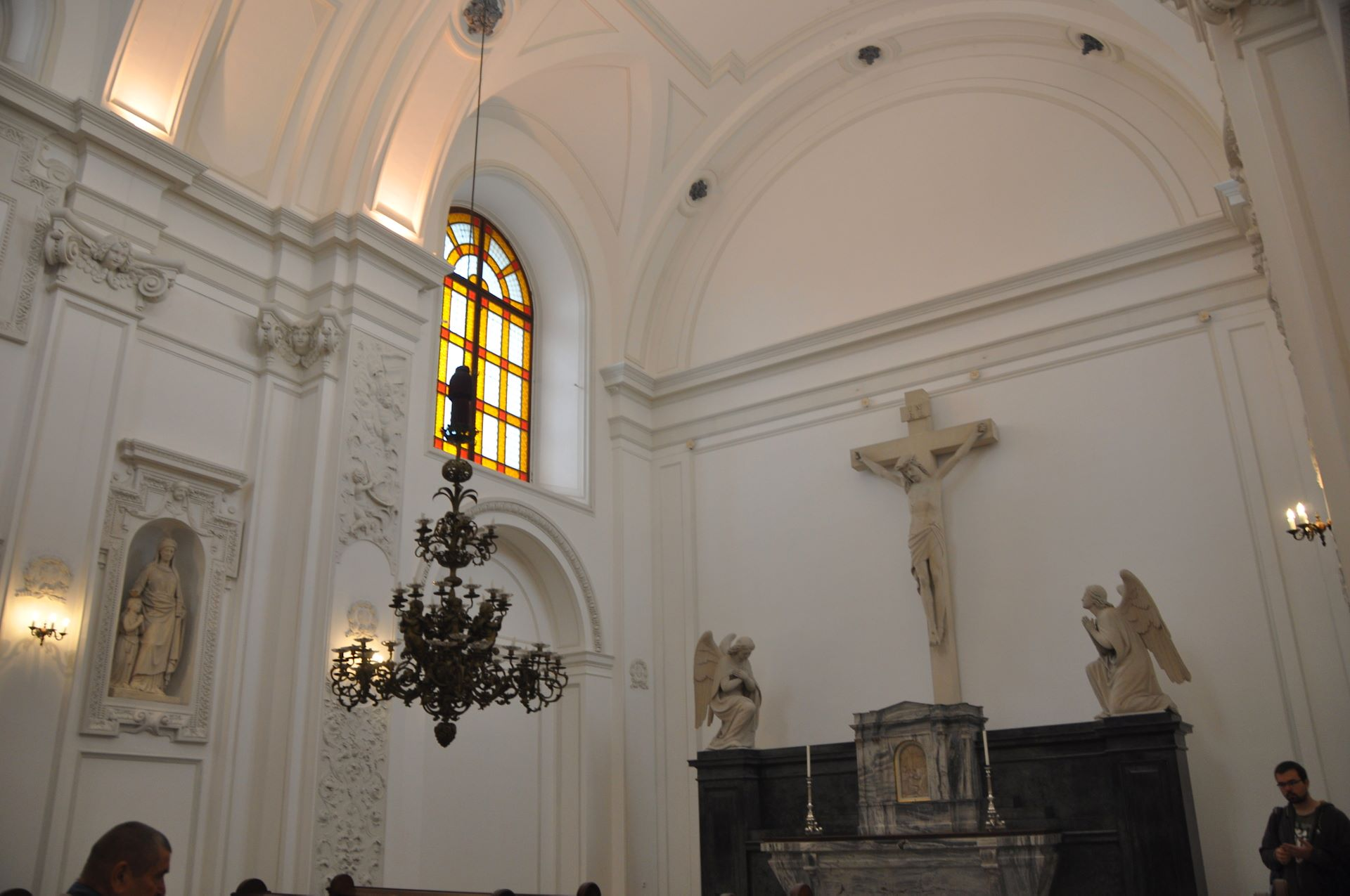
Dietrichstein-Kapelle
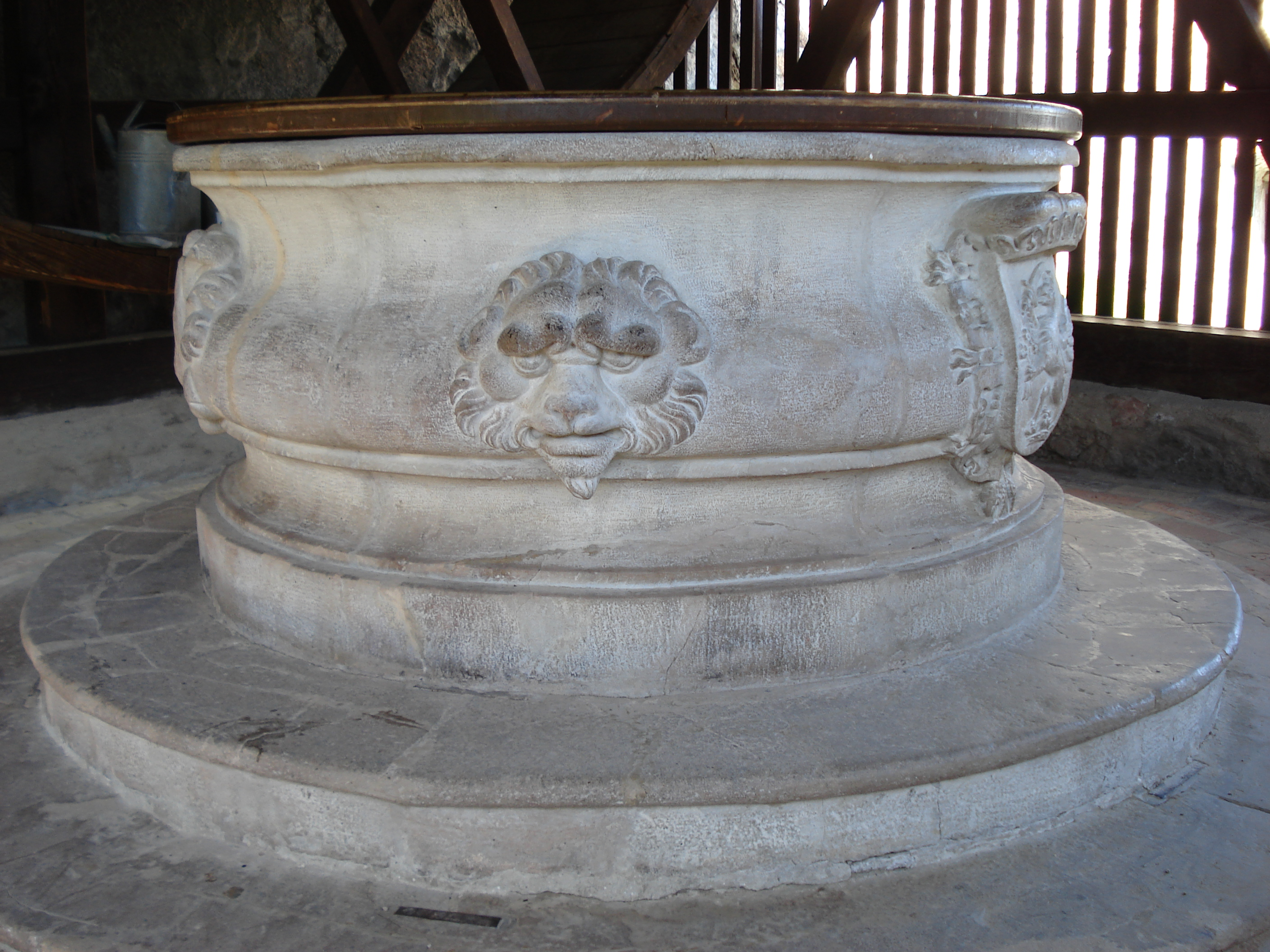
Burg Forchtenstein, Brunnen, Kaiserstein
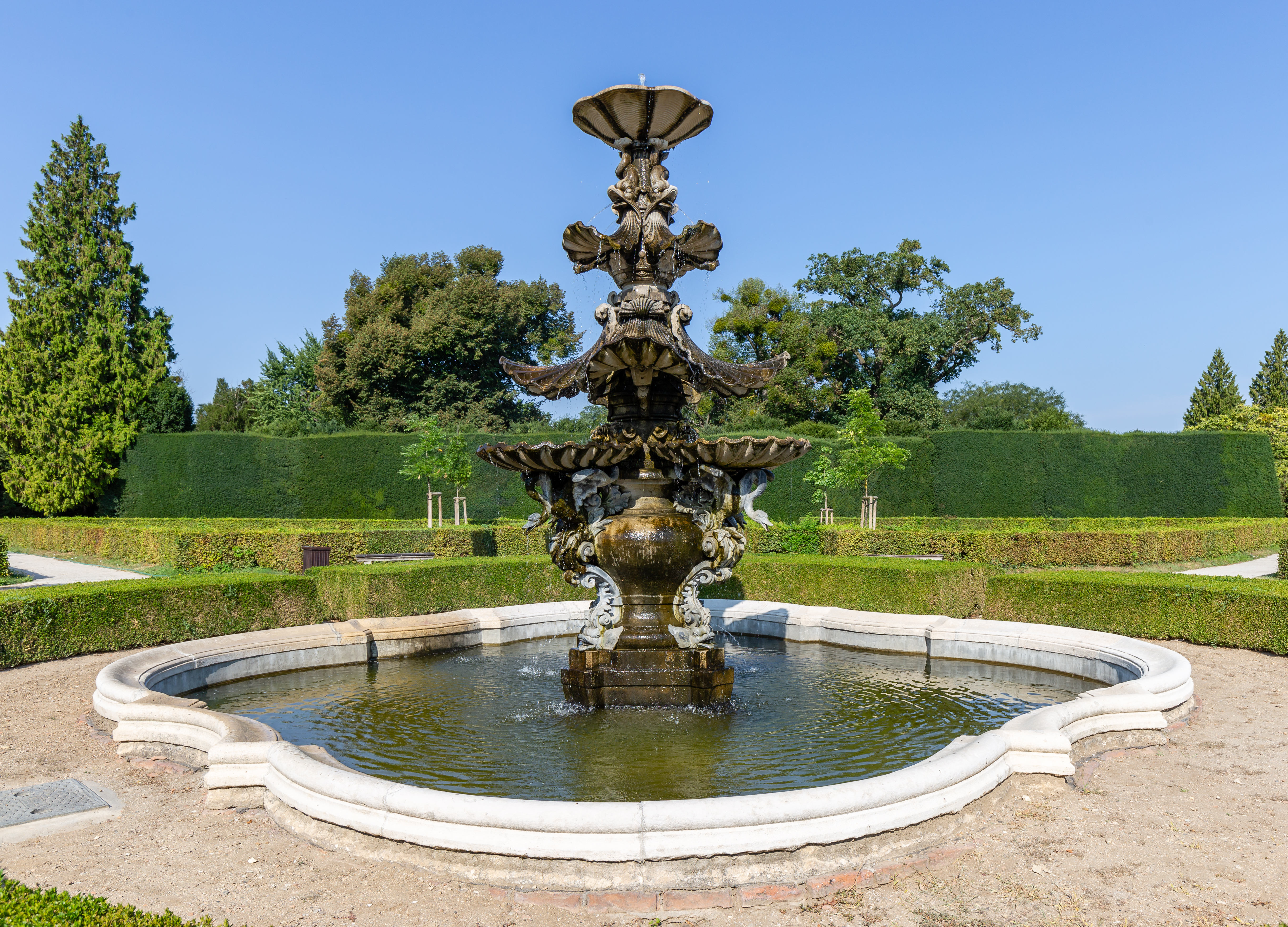
Schloss Lednice, Venezianerbrunnen
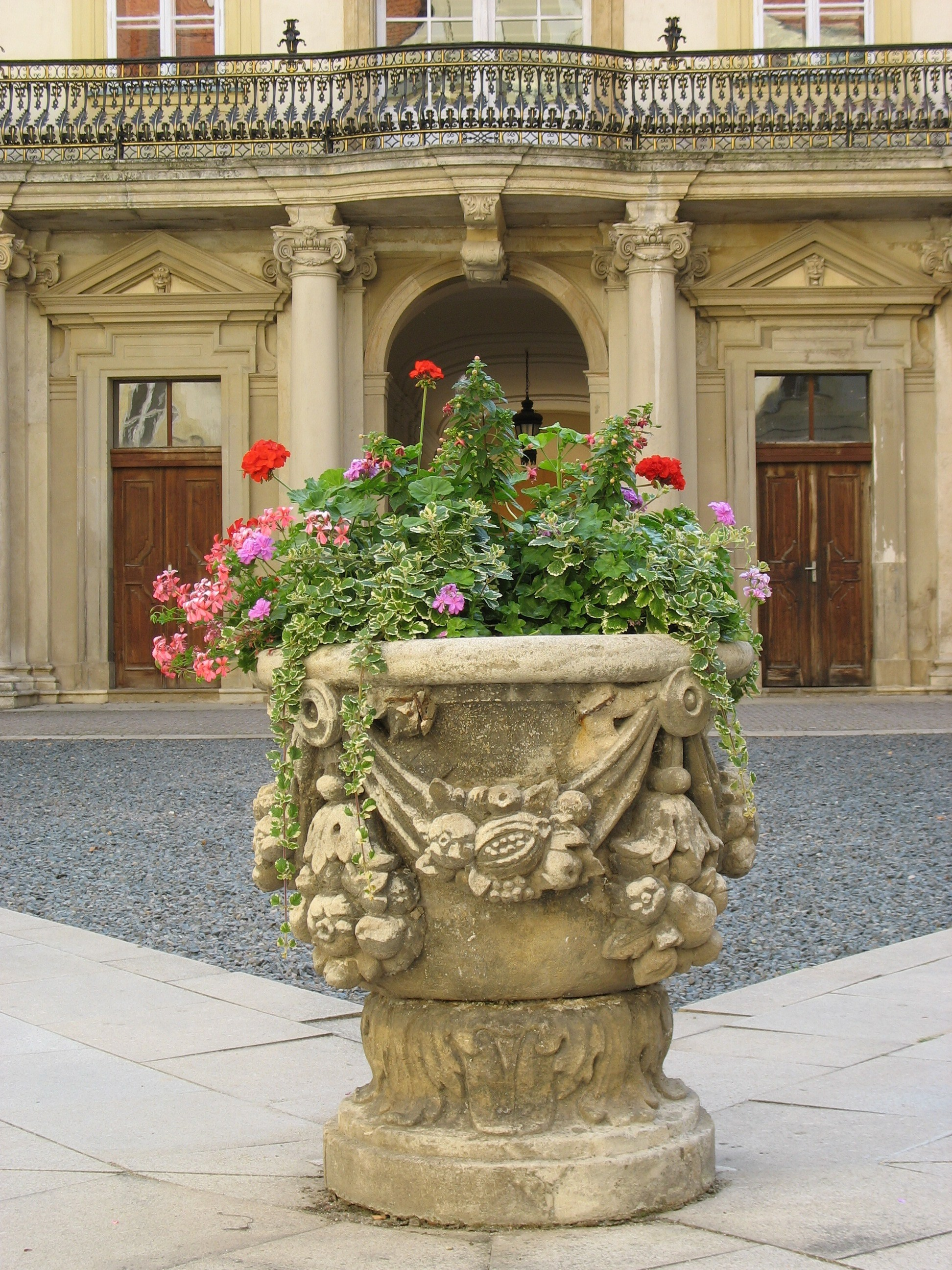
Vase mit Blumenkranz

### Monumentaler Bacchus-Brunnen im Schloss Bučovice
1635 erteilte Fürst Maximilian von Liechtenstein den Auftrag, im Arkadenhof seines Schlosses Bučovice einen monumentalen Bacchus-Brunnen zu errichten. Giovanni Giacomo Tencalla zeichnete den Plan, den Pietro Maino Maderno, Wiener Hofbildhauer, in Eggenburger Stein ausführte. Über einem großen Becken fesselte der Künstler auf Delphinen sitzende und geflügelte Seejungfrauen zum Säulenschaft und wölbte über ihnen, in den Köpfen der sich volutenartig ringelnden Drachenungeheuer, kleine Becken aus. Diese ganze, phantastisch verwachsene Druse krönte er mit einer durchbogenen muschelartigen Schüssel mit Maskaronen und der Figur eines Bacchanten, der aus dem altgriechischen Spiel Askalia übernommen war.
Am 18. November 1636 pachtete er erstmals einen eigenen Steinbruch im Kaisersteinbrucher Gebiet.

### Stift Klosterneuburgischer Steinmetz
Seit 1637 wuchs nach den Plänen des Battista Carlone der Nordturm des Stiftes Klosterneuburg empor. Er hatte ihn in allem gleichförmig nach dem Südturm zu gestalten. Die gesamten Steinmetzarbeiten, auch ein Kreuzgewölbe wurde errichtet, leitete Meister Maderno. Aus den vorhandenen Rechnungen wird aufgezeigt, durchschnittlich 50 Personen (2 Bildhauer, 23 Gesellen, Lehrjungen und Taglöhner) waren in der „Firma Maderno“ beschäftigt. Nach einer Unterbrechung kam es am 11. Januar 1648 zu einem Vertrag über den endgültigen Abschluss der Bauten, der von Sachverständigen der Wiener Bauhütte, dem Steinmetzmeister Johann Jacob Pock und dem Baumeister Filiberto Lucchese gegengezeichnet wurde.

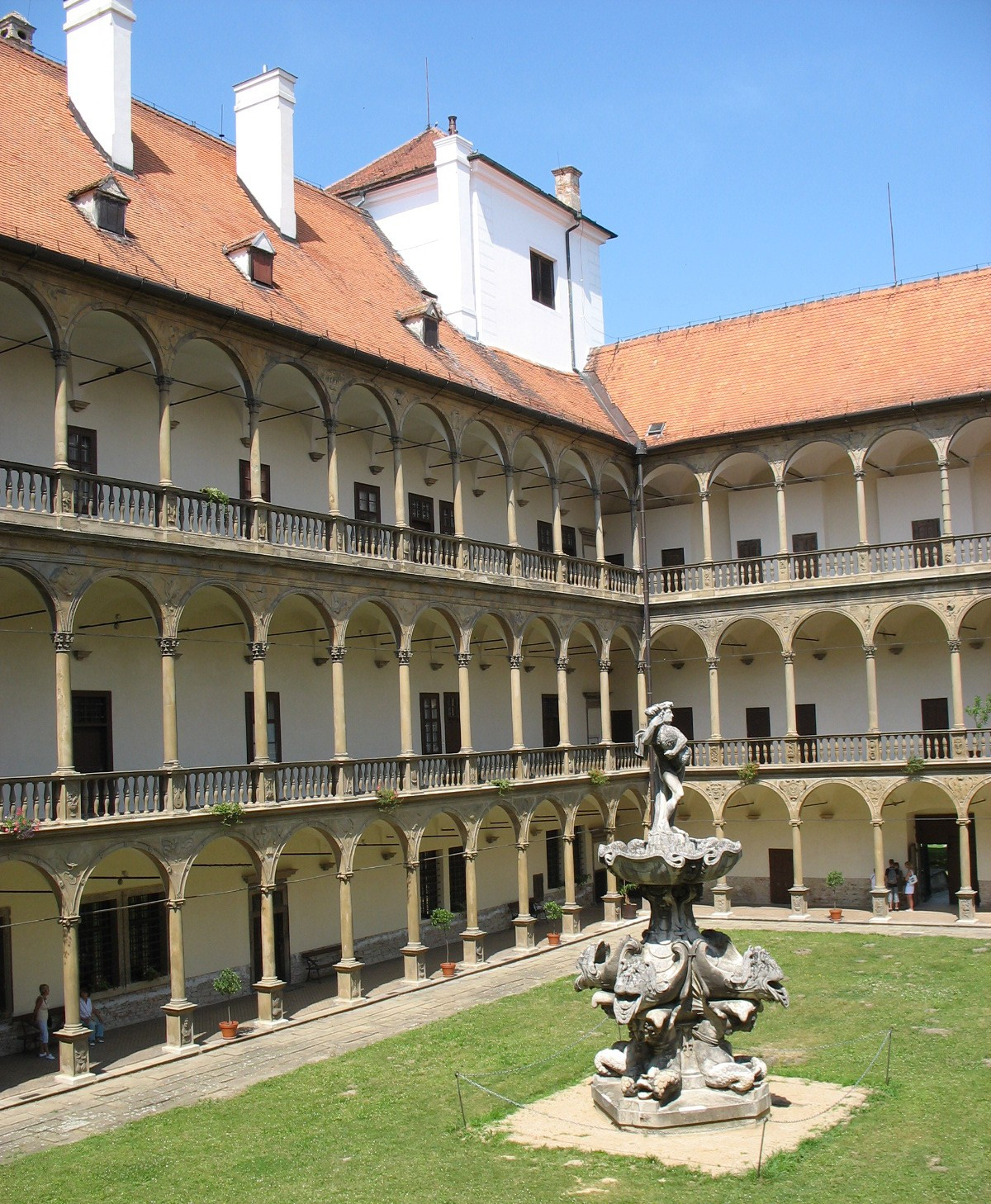
Schloss Bučovice, Arkadenhof
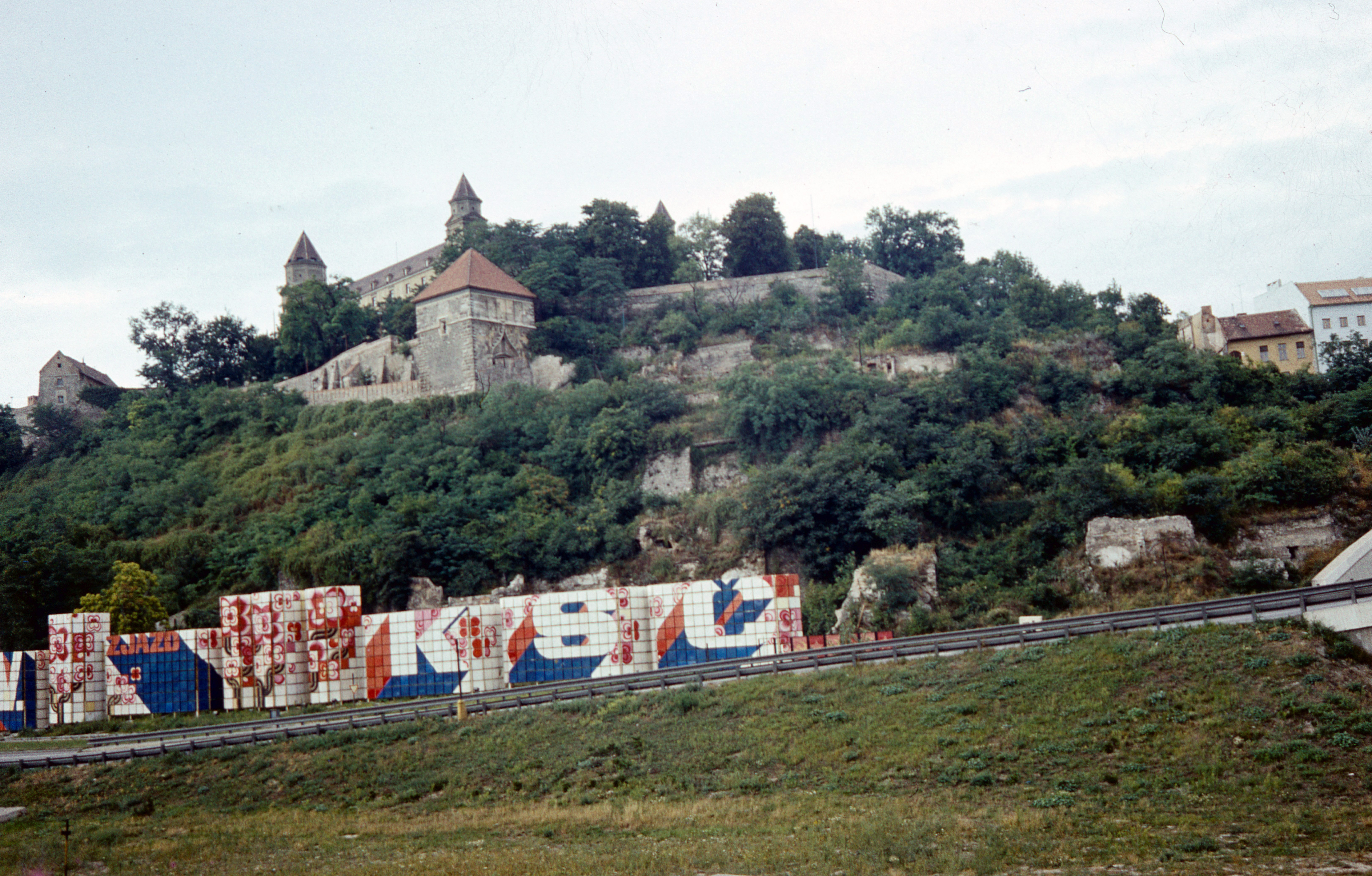
Pressburg, Burgberg, Symbolfoto Sommerresidenz des Palatins
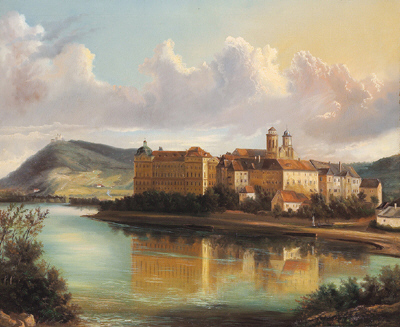
Stift Klosterneuburg im 19. Jahrhundert
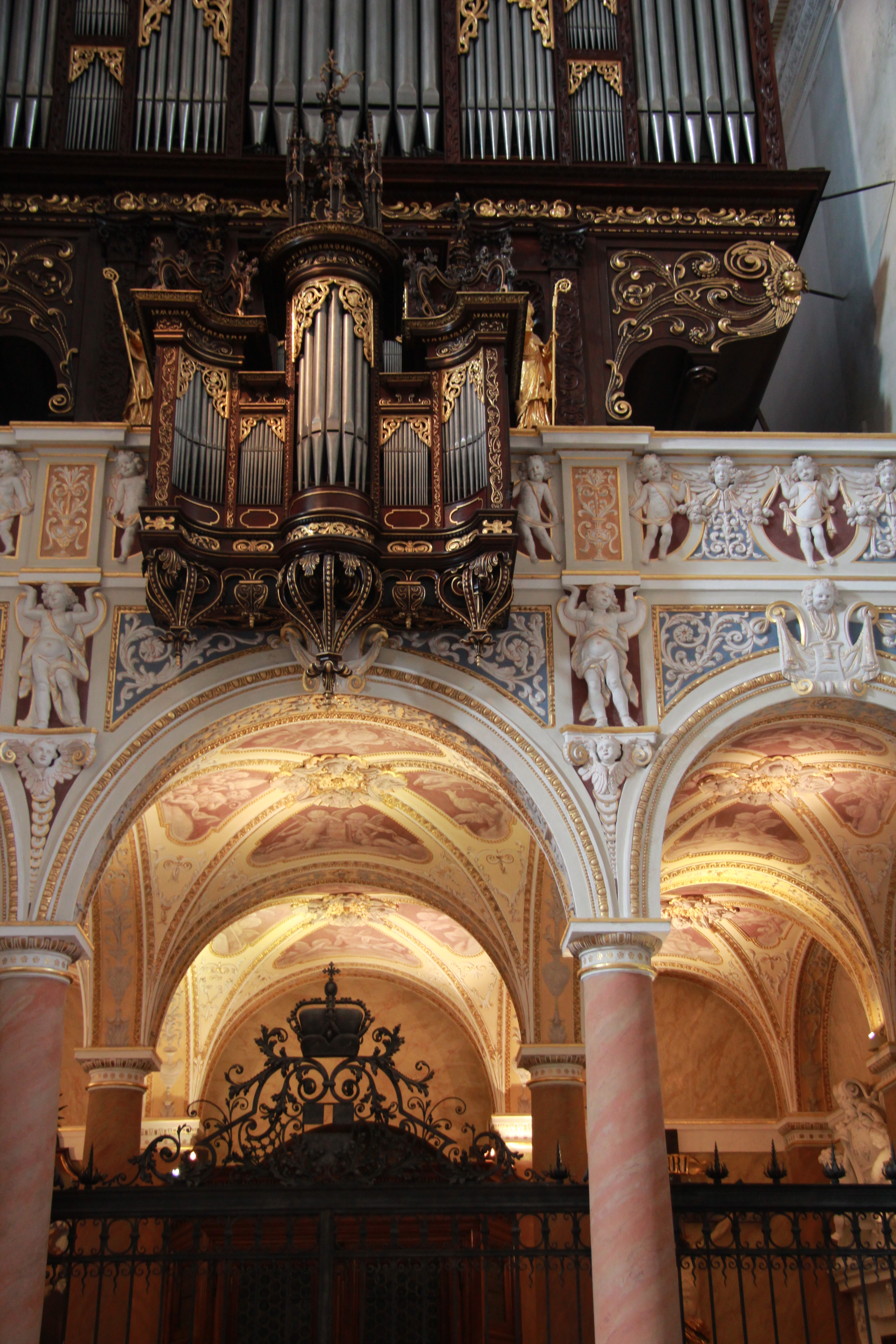
Stiftskirche, Westempore 1644
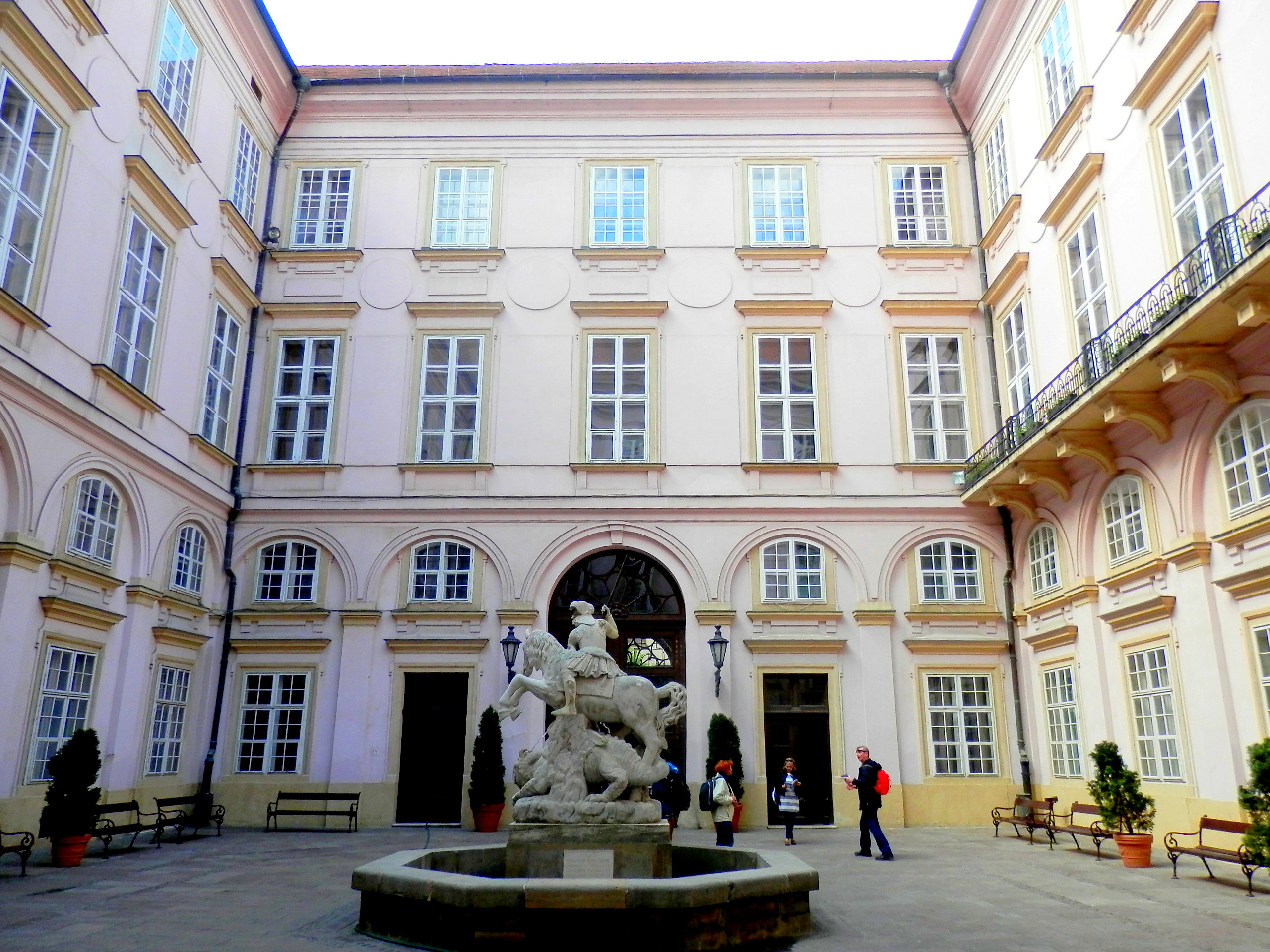
Pressburg, Primatialpalais
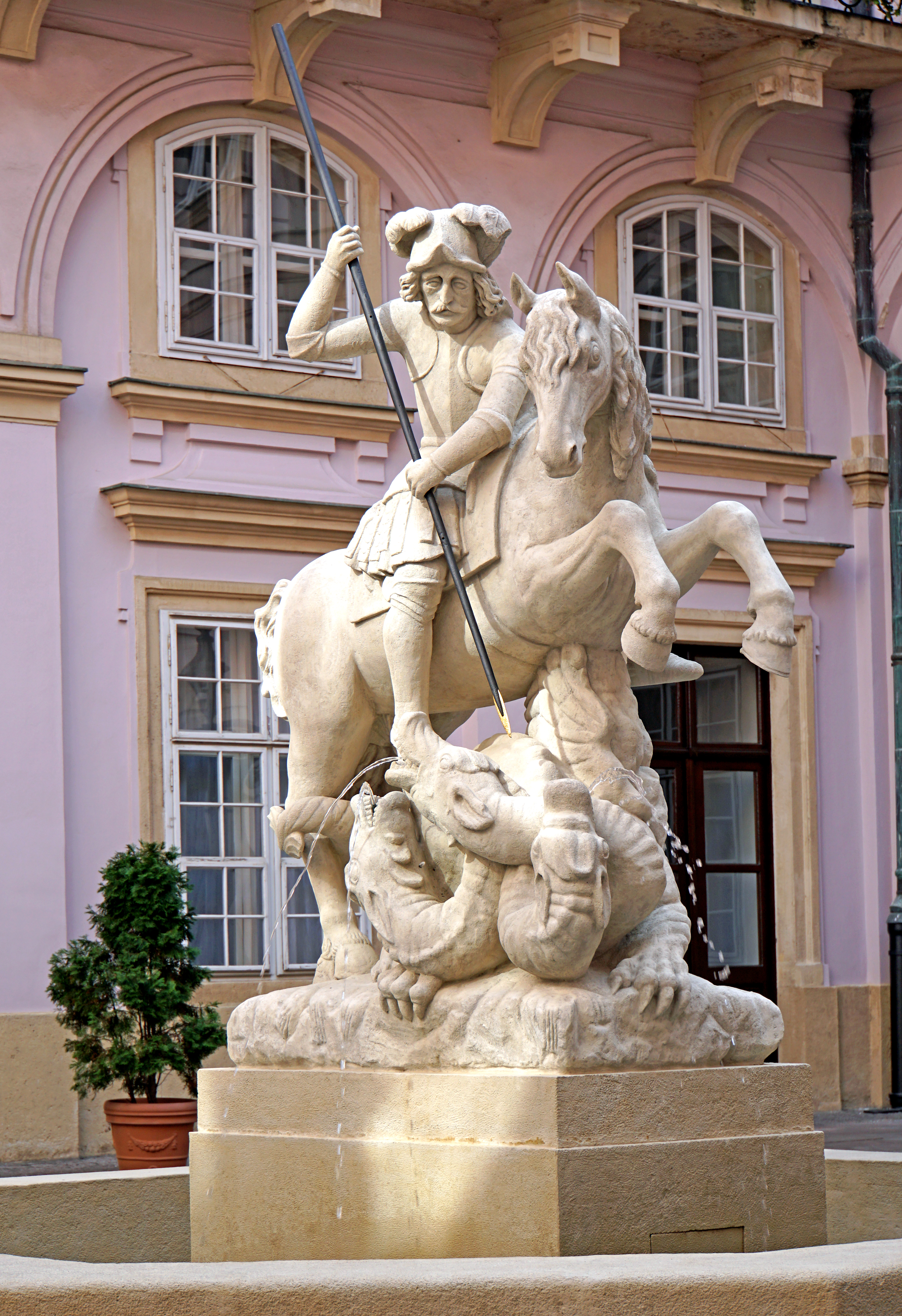
Pressburg, Georgsbrunnen
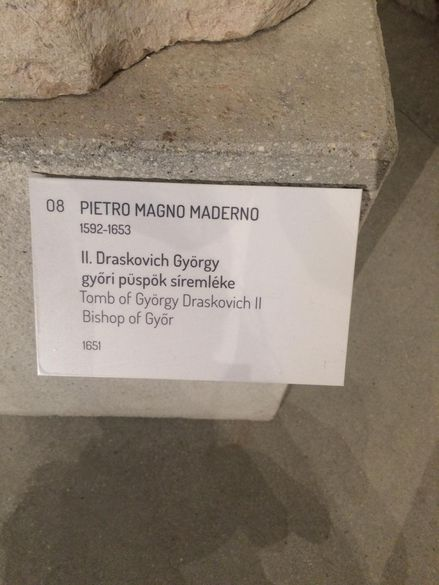
Sopron Museumsquartier, Beschriftung
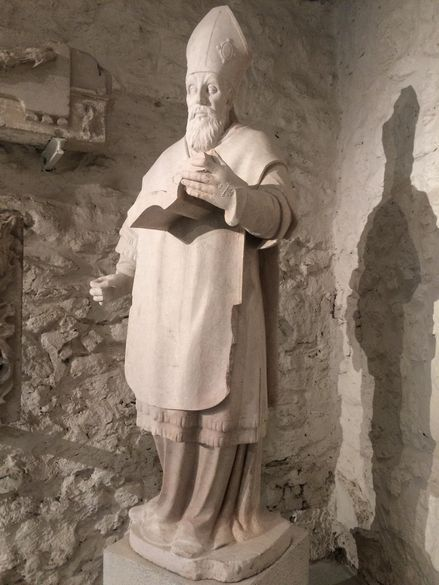
Georg Draskovich, Bischof von Györ, † 1650

### Gartenpalast von Palatin Graf Paul Pálffy in Pressburg
Zugleich mit dem Umbau der Burganlage in Pressburg, den Palatin Paul Pálffy leitete, ließ er 1636 seine Sommerresidenz nach dem Plan des Giovanni Battista Carlone auf dem Burgberg beginnen. Er ließ dazu einen Garten planen, der von Architekten und Gärtnern als ein Terrassensystem mit langen Spalieren und Freitreppen gestaltet wurde. Den Höhepunkt dieses Gesamtkunstwerkes bildeten aufwendig gestaltete Springbrunnen des Hof-Bildhauers Pietro Maino Maderno. 1641, zur Zeit der Fertigstellung, war diese Gartenanlage in der Habsburgermonarchie einmalig. Bei beiden Bauten sind Steinlieferungen und Steinmetzarbeiten aus dem nahegelegenen Kaisersteinbruch dokumentiert.

## Verbannung des Sohnes Pietro aus dem Steinbruch
Ein Gerichtsverfahren am 2. Dezember 1642, in Kaisersteinbruch von Abt Michael Schnabel abgehalten, bestimmte das weitere Leben Madernos als Vater. Sein Sohn Pietro wurde des Mordes beschuldigt. Der Tathergang, „… der junge Maderno über ihn gefallen, unter solchem Fall und Liegen, er dem Fleischhacker vier tödliche Stiche gegeben mit einem Stilett.“ Tatsächlich war der Fleischhacker gleichsam wie tot liegen geblieben.
Herr Abt entschied, „… dass er die Fürbitte des Vaters aufgenommen. Trotzdem ist erkannt worden, dass der Täter zu ewigen Zeiten den Steinbruch und Grund des Stiftes Heiligenkreuz nicht mehr betreten sollte.“ Ein Bittgesuch des Sohnes sechs Jahre später, „… mir solches von Grund meines Herzens leid ist, mein Vater mich auf dem Steinbruch nicht dulden will, bis ich von Euer Gnaden pardoniert werde …“, wurde abschlagen. Von Pietro gibt es keine weiteren Nachrichten im Steinbruch. Es ist anzunehmen, dass Maderno seinen Sohn zur Familie in der Heimat brachte. Sein Kampf gegen die Obrigkeit begann.

### Wiener Hausbesitzer
1644 erwarb Meister Maderno ein Haus in der Wiener Vorstadt Laimgrube, Haus und Grund „Zur blauen Andten“ bei der Ziegelstadt vor dem Widmer Tor, arbeitete aber weiterhin außerhalb Wiens. Es wohnten keine Mieter bei ihm. Auf Grund der Steuerleistung zählte er als wohlhabender Meister.

## Kaiserlicher Hofbildhauer
Erzherzog Leopold Wilhelm, jüngerer Bruder von Ferdinand III., kunstsinniger Bischof von Passau, wünschte im April 1644 von seinem kaiserlichen Hof-Bildhauer Pietro Maino Maderno eine Gnadenkapelle im Kapuzinerkloster Und bei Krems zu errichten, Architekt Mattheo Piazoll. So wurde die Klosterneuburger Arbeit unterbrochen, ein Hofkünstler hatte dem Ruf des Hofes zu folgen.
Im Dezember 1644 berief Fürst Karl Eusebius von Liechtenstein Meister Maderno nach Feldsberg, um ihm neue Arbeiten zu verdingen. Mit Architekt Francesco Caratti fertigte er zwei Brunnen und ein großes Steinbassin. Der Geselle Domenicus Morelli aus dem kaiserlichen Steinbruch arbeitete dabei mit und wurde aufgenommen.

## Salva Guardia-Privilegium für Kaisersteinbruch

### Pfarrer Andreas Maderno (Materny), Pietros ältester Sohn

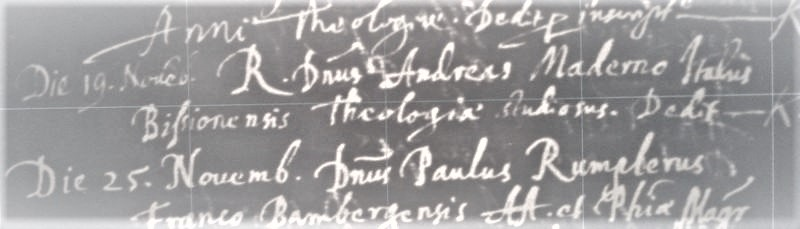
19. November 1640 Andreas Maderno, Italiener, von Bissone, Theologiestudent

Am 19. November 1640 Matriculation von Andreas Maderno an der Theologischen Fakultät der Universität Wien. 1645 wurde er Pfarrer von Moosbrunn.
Maria Magdalena Leyserin, Tochter von Georg Leyser, gewester Wagnermeister und Frau Barbara, ledig, die bei Herrn Steinmetzmeister Pietro Maino Maderno im kayserl. Steinbruch als Köchin 6 Jahre gedient hat, ehelicht am 12. Feber 1646 in Moosbrunn den Witwer, Schulmeister Mathias Ländl.
1647 organisierte er den Turmbau für die Kaisersteinbrucher Kirche. In den Jahren seiner auswärtigen Tätigkeit war Meister Pietro immer wieder im Steinbruch. Der amtierende Richter Andre Ruffini war durch seine obrigkeitsergebene Haltung immer mehr von seinen Mitmeistern isoliert, Maderno wurde zum Gegenpol. Das zeigte sich 1644/45 in den schwierigen Verhandlungen mit der Wiener Bauhütte, vor allem gegenüber der Herrschaft des Stiftes Heiligenkreuz in geheim mitgeschriebenen Gesprächsprotokollen.

### Springbrunnen für Erzbischof Graf Georg Lippay in Pressburg
Im Hof des Primatialpalais dominiert der Georg-Springbrunnen mit einer lebensgroßen Steinstatue des berittenen Georg als Drachentöter, inmitten eines Beckens. Sie stammt aus dem einstmals erzbischöflichen, prachtvoll angelegten Garten des Grafen Georg Lippay (1600–1666), Erzbischof von Esztergom, Bischof von Veszprém, Ungarischer Hofrat und Hofkanzler. Meister Pietro arbeitete 1647/48 mit seiner Werkstatt an dieser Skulptur.

## Heirat im Stephansdom 1651
Maderno übernahm 1648, nach Ableben von Andre Ruffini das Richteramt in Kaisersteinbruch. 1649 wurde er für seine künstlerischen Werke in Österreich und Ungarn in den Adelsstand erhoben.
Im Stephansdom heiratete am 30. April 1651 der nobilitierte Richter, Hofbildhauer, und Witwer Pietro M. Maderno in 3. Ehe Christina Spätzin, geb. Koch, Witwe nach Hof–Maurermeister Pietro Spazzio von der italienischen Familie der „Spazzio“.

## Die Meister des Kaisersteinbrucher Steinmetzhandwerkes
Maderno amtierte als Richter von 1649 bis 1652, seine Mitmeister in diesen Jahren waren Mathias Lorentisch, Johann Lorentisch, Domenicus Petruzzy, Hieronymus Bregno, Ambrosius Regondi, Giorgio Regondi, Thomas Ruffini.
Am 14. Dezember 1651 beschloss die Bruderschaft, um sich vor dem Verkauf der Steinbrüche an Wiener Meister wehren, dass kein Meister und Geselle, er sei wer er wolle, sich des Meisters Hans Herstorffer Steinbruch annehmen wolle …

### Konfrontation bei der Kirchweihe
30. Juli 1652 Weihe der Kaisersteinbrucher Kirche durch Abt Michael Schnabel vom Stift Heiligenkreuz. Die Bruderschaft, angeführt von Herrn Richter Maderno, hatte den kaiserlichen Wappenadler auf den Turm malen lassen, Herr Abt forderte die Löschung. Ein undatiertes Dokument im Stiftsarchiv (nach dem 17. August 1652) endet mit den Worten – die Auslöschung nicht geschehen, und noch bis auf den heutigen Tag, nach vielfältigem Ermahnen also stehend verblieben. Maderno wurde als Richter abgesetzt, Ambrosius Regondi übernahm das Amt. Er erhob beim Palatin in Pressburg Anklage gegen den Abt wegen Majestätsbeleidigung.

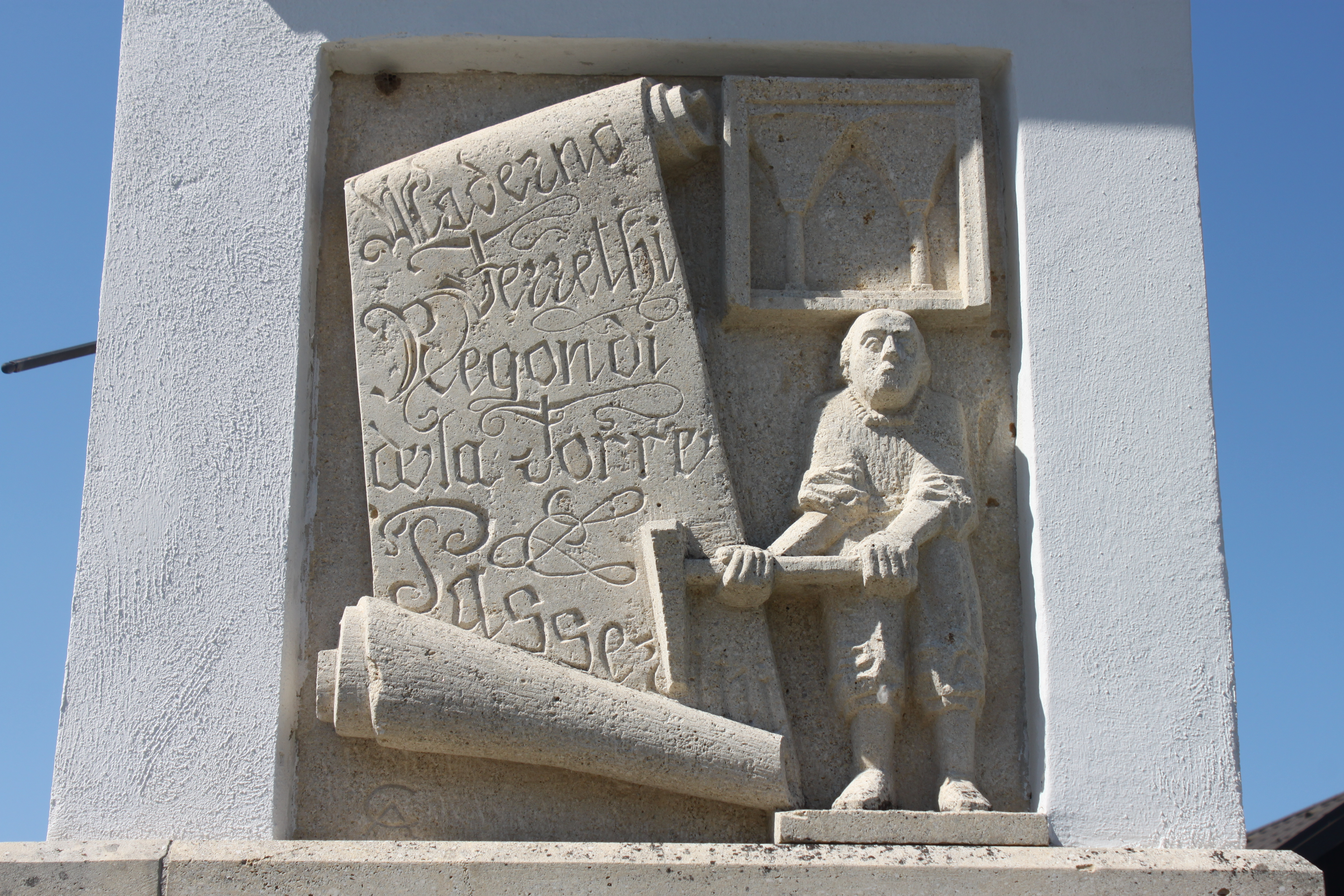
Italienische Meister in Kaisersteinbruch, Alexandru Ciutureanu

## Tod

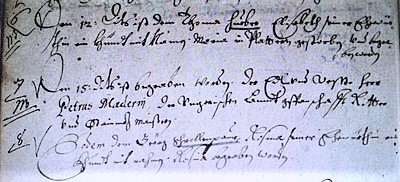
Todesanzeige für Pietro Maderno, ungarischer Landes-Gespannschafts-Ritter und Steinmetzmeister

Am 15. März 1653 starb Pietro Maino Maderno mit 61 Jahren. Maderno hatte ein Wiener Testament verfasst und seinen ältesten Sohn Andre, Pfarrer zu Moosbrunn, als Vollstrecker bestimmt. Dieses Testament wurde 1927 beim Wiener Justizpalastbrand vernichtet.
Abt Michael Schnabel vom Stift Heiligenkreuz traf wichtige Entscheidungen. Er werde künftighin keinen „adeligen Untertan“ in seinem Steinbruch dulden. In einem Brief an seinen Richter Ambrosius Regondi ordnete Herr Abt an: .. also ist mein ernstlicher Befehl an Euch, dass Ihr den an besagten Meister Madernos sel. Behausung affigierten Kaiserlichen Salva Guardia Adler – der ihme auf sein Leben lang erlaubt gewesen – alsbalden hinwegtun und meinem Verwalter zu Königshof zustellen.
Eine „adelige Kommission“ wurde einberufen und über die Steinmetzbruderschaft abgeurteilt.

## Tochter Veronica heiratete den Architekten Francesco Caratti
1642 heiratete der Architekt Francesco Caratti in Bissone am Luganersee Veronica, Tochter des nobilitierten Wiener Hofbildhauers Pietro Maino Maderno. Mit Maderno arbeitete er dann ab 1645 im Auftrage des Fürsten Karl Eusebius von Liechtenstein in Eisgrub, als Steinmetzmeister bezeichnet.
Das Wiener Haus erwarb Baumeister Domenico Carlone, der Kaisersteinbrucher Besitz, Steinbruch, Haus usw. wurde von den Erben 1657 dem jungen Meister Ambrosius Ferrethi und Ehefrau Agatha, einer Tochter von Meister Hieronymus Bregno verkauft. Carlone und Ferrethi arbeiteten wenige Jahre später beim Leopoldinischen Trakt der Wiener Hofburg.
Von etwa 1550 bis nach 1700 war Kaisersteinbruch eine italienisch-schweizerische Künstlerkolonie, unter diesen Steinmetzen, Bildhauern, Baumeistern war Pietro M. Maderno eine besondere Erscheinung.

## Werke
- 1612: Wiener Hofburg, Amalientrakt, Renaissancebrunnen
- 1621: Nikolsburg, Loretokapelle zur St. Anna-Kirche
- 1630: Burg Forchtenstein, Brunnen
- 1632: Schloss Lednice, mehrere Brunnen für Wasserkünste
- 1635: Schloss Bučovice, monumentaler Bacchus-Brunnen
- 1638: Stift Klosterneuburg, Bau des Nordturmes, Kreuzgewölbe
- 1641: Gartenpalast des Palatin Pálffy in Pressburg, Springbrunnen
- 1644: Und bei Krems, Gnadenkapelle im Kapuzinerkloster
- 1645: Schloss Valtice, mehrere Brunnen
- 1647: Kaisersteinbrucher Kirche, Bau des Turmes mit der Bruderschaft
- 1647: Georg-Springbrunnen, heute im Primatialpalais in Pressburg
- 1648: Stift Klosterneuburg, Fertigstellung des Auftrages

## Archivalien
- Wiener Stadt- und Landesarchiv: Steuerregister, Steinmetzakten, Bruderschaftsbuch.
- Brünn Stadtarchiv: Maderno in Mähren.
- Nikolsburg Stadtarchiv: Bau Lorettokirche.
- Stift Heiligenkreuz Archiv: Register, Steinmetz, Steinbruchpächter.
- Stadtarchiv Wiener Neustadt: Steinmetzakten.